# Jüdischer Friedhof (Seesbach)
Der Jüdische Friedhof Seesbach  ist ein Friedhof in der Ortsgemeinde Seesbach im Landkreis Bad Kreuznach in Rheinland-Pfalz. 
Der jüdische Friedhof liegt am nördlichen Ortsrand in der Rosenstraße und an der Landesstraße L 230.
Auf dem 1350 m² großen Friedhof, der um 1800 (nach anderen Angaben erst nach der Mitte des 19. Jahrhunderts um 1870) angelegt und von 1870 bis zum Jahr 1937 belegt wurde, befinden sich elf Grabsteine für zehn Einzelgräber und ein Doppelgrab. Das Friedhofsgelände ist von einer Hecke umgeben, ein Holzzaun bildet die westliche Abgrenzung zu einer Wiese.